# Остроухов (хутор)
Остроухов — хутор в Кумылженском районе Волгоградской области России. Входит в состав Слащёвского сельского поселения. Население 346 чел. (2010).

## История
Административный центр Остроуховского сельсовета во время переписи 2002 года.

## География
Расположен в западной части региона, в лесостепи, в пределах Хопёрско-Бузулукской равнины, являющейся южным окончанием Окско-Донской низменности, на р. Хопёр. Разбит на три обособленных квартала.
Абсолютная высота 76 метров над уровнем моря.
Уличная сеть
состоит из 15 географических объектов:
- Переулки: Горный пер., Западный пер., Мирный пер., Просторный пер., Садовый пер., Свободный пер., Степной пер., Хлебный пер.
- Улицы: ул. Колхозная, ул. Молодёжная, ул. Победы, ул. Советская, ул. Степная, ул. Центральная, ул. Школьная.

## Население
| 2010 |
| ---- |
| 346  |

Гендерный состав
По данным Всероссийской переписи населения 2010 года в гендерной структуре населения из 346 человек мужчин — 172, женщин — 174 (49,7 и 50,3 % соответственно).
Национальный состав
Согласно результатам переписи 2002 года, в национальной структуре населения
русские составляли 94 % из общей численности населения в 396 чел..

## Инфраструктура
Развитое сельское хозяйство. Пристань.

## Транспорт
Водный и автомобильный транспорт.
Подъезд от автомобильной дороги «Слащевская — Букановское Заготзерно» к х. Остроухов (идентификационный номер 18 ОП МЗЗ 18Н-64-1).
Просёлочные дороги.